# Вероника каменистая
Вероника каменистая (лат. Veronica petraea) — многолетнее травянистое растение, вид рода Вероника (Veronica) семейства Подорожниковые (Plantaginaceae).

## Распространение и экология
Кавказский эндемик. Ареал вида охватывает Дагестан (бассейны рек Самур и Сулак) и Азербайджан (Кубинский, Шемахинский, Геокчайский и смежные районы). Описан с Шахдага и Туфандага.
Произрастает на низкотравных и высокогорных лугах, в арчевниках, на каменистых склонах; на высоте до 3500 м над уровнем моря.

## Ботаническое описание
Светло-зелёные растения образующие дерновинки, всё скудно мелко и курчаво опушённые. Стебли высотой 10—15 см, тонкие, простёртые, приподнимающиеся, ветвистые.
Листья почти сидячие, яйцевидные или почти округлые, длиной 13—25 мм, у основания округлые или сердцевидные, сразу суженные в короткий черешок, мало крупнозубчатые, с завернутым краем. Верхние листья иногда цельнокрайные, сверху голые и морщинистые, снизу опушены длинными белыми и курчавыми волосками, с выдающимися жилками.
Цветки в верхушечных, рыхлых, пазушных кистях на длинноватых цветоносах; прицветники яйцевидные, цельные или лопастные; цветоножки в 2—3 раза длиннее чашечки и прицветников. Доли чашечки широкояйцевидные или продолговато-яйцевидные, густо волосистые; венчик голубой, в два с половиной раза длиннее чашечки.
Коробочка голая, с шириной, превышающей длину, на верхушке неглубоко выемчатая, с почти округлым основанием. Семена лодочковидные, гладкие, длиной около 1 мм, шириной 0,75 мм.

## Таксономия
Вид Вероника каменистая входит в род Вероника (Veronica) семейства Подорожниковые (Plantaginaceae) порядка Ясноткоцветные (Lamiales).
|  |                                      |  |                                                             |                                                             |                          |  | ещё 21 семейство (согласно Системе APG II) | ещё 21 семейство (согласно Системе APG II) |                         |  |  |  | ещё от 300 до 500 видов |
|  |                                      |  |                                                             |                                                             |                          |  | ещё 21 семейство (согласно Системе APG II) | ещё 21 семейство (согласно Системе APG II) |                         |  |  |  | ещё от 300 до 500 видов |
|  |                                      |  |                                                             | порядок Ясноткоцветные                                      |                          |  |                                            |                                            | род Вероника            |  |  |  |                         |
|  |                                      |  |                                                             | порядок Ясноткоцветные                                      |                          |  |                                            |                                            | род Вероника            |  |  |  |                         |
|  | отдел Цветковые, или Покрытосеменные |  |                                                             |                                                             | семейство Подорожниковые |  |                                            |                                            | вид Вероника каменистая |  |  |  |                         |
|  | отдел Цветковые, или Покрытосеменные |  |                                                             |                                                             | семейство Подорожниковые |  |                                            |                                            |                         |  |  |  |                         |
|  |                                      |  | ещё 44 порядка цветковых растений (согласно Системе APG II) | ещё 44 порядка цветковых растений (согласно Системе APG II) |                          |  |                                            | ещё 90 родов                               | ещё 90 родов            |  |  |  |                         |
|  |                                      |  |                                                             | ещё 44 порядка цветковых растений (согласно Системе APG II) |                          |  |                                            |                                            | ещё 90 родов            |  |  |  |                         |